# Sławomir Napłoszek
Sławomir Kazimierz Napłoszek (ur. 29 lipca 1968 w Warszawie) – polski łucznik, olimpijczyk z Barcelony oraz Tokio.

## Życiorys
Urodził się 29 lipca 1968 w Warszawie jako syn Kazimierza i Krystyny (z d. Piwowarska). Uczęszczał do szkoły podstawowej nr 32 w Warszawie, jednak często chorował i miał długie przerwy w nauce. Pomimo tego osiągał bardzo dobre wyniki sportowe w biegach, w związku z czym po trzeciej klasie został przeniesiony do szkoły sportowej przy klubie Polonia Warszawa (nr 233 przy ul. Konwiktorskiej). W latach 1980–1983 trenował biegi sprinterskie i koszykówkę, ale z powodu kontuzji barku i długiej rehabilitacji został przeniesiony do klasy niesportowej, do której uczęszczał m.in. z Marcinem Mellerem. Pod koniec roku szkolnego trener łucznictwa Andrzej Podstolski założył sekcję łuczniczą, a Napłoszek zainteresował się tym sportem i zaczął uprawiać od 1983 pod okiem trenera Podstolskiego.
Po rozpoczęciu nowego roku szkolnego przeniesiony został do Technikum Mechanicznego PZL w Warszawie na specjalność obróbka skrawaniem (ukończył je w 1988). Jednocześnie zapisał się do klubu sportowego Marymont Warszawa, w którym trener Adam Pazdyka prowadził sekcję łuczniczą; zaangażował się także w sekcję koszykarską. W łucznictwie zdobył tytuł mistrza Polski juniorów 1986, a potem mistrza Polski w wieloboju indywidualnym (1991) i medale na mistrzostwach Europy (1992). W latach 1988–1992 studiował na warszawskiej AWF.
W 1992 brał udział w igrzyskach olimpijskich w Barcelonie, a o nominacji dowiedział się z Przeglądu Sportowego, ponieważ nikt nie zadzwonił, by go zawiadomić. W turnieju uzyskał 54. miejsce na 75 zawodników w wieloboju indywidualnym, a w występie drużynowym 16. miejsce na 20 drużyn i w pojedynku bezpośrednim jego drużyna przegrała z Koreą Południową. Na mistrzostwach świata w Dżakarcie uzyskał słabe wyniki i nie zakwalifikował się na igrzyska olimpijskie w Atlancie, a kwalifikację olimpijską wywalczył Paweł Szymczak. Dzięki dobrym wynikom Napłoszka z całego sezonu (liderował on światowemu rankingowi), Polsce przyznano prawo do wysłania na igrzyska drugiego zawodnika, a potem dziką kartę, by wystartowała cała drużyna. Pomimo tego działacze związkowi zdecydowali o rezygnacji z tych uprawnień i na igrzyska pojechał tylko Paweł Szymczak.
Po ukończeniu technikum mechanicznego, ukończył policealną szkołę informatyczną, a potem studia informatyczne (2003) na Wyższej Szkole Informatycznej w Warszawie. Jako informatyk od 1993 pracował w banku, a po nieudanej próbie wyjazdu na igrzyska w Atlancie zaczął zmniejszać intensywność treningów, a z czasem je zarzucił. W późniejszych latach zaprzyjaźnił się z łucznikiem Leszkiem Chojnackim, który namówił go w 2007 do powrotu do uprawiania łucznictwa. Od zimy 2014/2015 z powodu braku infrastruktury trenował nocami na bankowym korytarzu, na co dostał zgodę od przełożonych.
W czerwcu 2021 zakwalifikował się na igrzyska olimpijskie w Tokio, na które pojechał w ramach urlopu. 29 lipca 2021 wziął udział w 1/32 olimpijskiego turnieju łuczników przegrywając z Holendrem Stevem Wijlerem 4-6.

## Życie prywatne
Ma żonę Edytę i córki Kamilę (ur. 1999) oraz Zuzannę (ur. 2007), które również trenują łucznictwo. Kamila była w 2016 rekordzistką Polski juniorów, jednak zrezygnowała z rywalizacji o kwalifikację olimpijską do Tokio z powodu rozpoczętych studiów.

## Osiągnięcia sportowe
- 1986 – złoty medal mistrzostw Polski juniorów;
- 1992 – 54. miejsce podczas igrzysk olimpijskich w Barcelonie (wielobój indywidualny);
- 1992 – 10. miejsce (16. w rundzie eliminacyjnej) w wieloboju drużynowym podczas igrzysk olimpijskich w Barcelonie (w drużynie z Jackiem Gilewskim i Konradem Kwietniem);
- 1994 – złoty medal mistrzostw Polski (wielobój indywidualny);
- 1994 – złoty medal Pucharu Europy (drużynowo);
- 2015 – 4. miejsce w pierwszych igrzyskach europejskich w Baku;
- 2021 – 33. miejsce podczas igrzysk olimpijskich w Tokio[6].